# Línea 102-106 (Montevideo)
La línea 102-106 es una línea de transporte urbana y nocturna de Montevideo, la cual parte desde Aduana con destino al Hipódromo de Maroñas mediante circuito.

## Característica
Desde la zona céntrica hasta la Avenida Pedro de Mendoza y Teniente Rinaldi tiene un recorrido similar al de la línea 102 para luego doblar hacia el lado opuesto y en la Avenida José Belloni, iniciar el recorrido de la línea 106 nuevamente hasta la Aduana.

## Recorrido habitual
En ambos sentidos circula por los barrios de Piedras Blancas, Hipódromo, Ituzaingó, Maroñas, Unión, La Blanqueada, Tres Cruces, Cordón y Centro. Entra a la Ciudad Vieja y termina en la Aduana en su ruta extendida.
| - Aduana - Juan Lindolfo Cuestas - Buenos Aires - Plaza Independencia - Avenida 18 de Julio - Avenida 8 de Octubre - Gerónimo Piccioli - Juan Belinzón - Besares - Mariano Estapé - José María Guerra - Avenida General Flores - Hipódromo Continúa sin espera... | - Hipódromo de Maroñas - Avenida Mendoza - Camino Teniente Rinaldi - Avenida José Belloni - Andén 3 (Intercambiador Belloni) - Avenida 8 de Octubre - Avenida 18 de Julio - Plaza Independencia - Ciudadela - 25 de Mayo - Juncal - Cerrito - Colón - 25 de Mayo - Aduana |

## Frecuencias
|                             | Días hábiles | Sábados | Domingos |
| --------------------------- | ------------ | ------- | -------- |
| Primera salida de Aduana    | 0:38         | 1:12    | :        |
| Última salida de Aduana     | :            | 4:03    | :        |
| Primera salida de Hipódromo | :            | :       | 1:12     |
| Última salida de Hipódromo  | :            | :       | 4:35     |